# Tokmacký rajón
Tokmacký rajón (ukrajinsky Токмацький район) byl rajón v Záporožské oblasti na Ukrajině. Hlavním městem byl Tokmak a rajón měl přibližně 22 tisíc obyvatel. 

## Sídla v rajónu
- Tokmak
- Moločansk